# Canton de Marseille-9
Le canton de Marseille-9 est une circonscription électorale française du département des Bouches-du-Rhône créée par le décret du 27 février 2014 et entrée en vigueur lors des élections départementales de 2015.

## Histoire
Un nouveau découpage territorial des Bouches-du-Rhône entre en vigueur à l'occasion des élections départementales de mars 2015, défini par le décret du 27 février 2014, en application des lois du 17 mai 2013 (loi organique 2013-402 et loi 2013-403). Les conseillers départementaux sont, à compter de ces élections, élus au scrutin majoritaire binominal mixte. Les électeurs de chaque canton élisent au Conseil départemental, nouvelle appellation du Conseil général, deux membres de sexe différent, qui se présentent en binôme de candidats. Les conseillers départementaux sont élus pour 6 ans au scrutin binominal majoritaire à deux tours, l'accès au second tour nécessitant 10 % des inscrits au 1er tour. En outre la totalité des conseillers départementaux est renouvelée. Ce nouveau mode de scrutin nécessite un redécoupage des cantons dont le nombre est divisé par deux avec arrondi à l'unité impaire supérieure si ce nombre n'est pas entier impair, assorti de conditions de seuils minimaux. Dans les Bouches-du-Rhône, le nombre de cantons passe ainsi de 57 à 29.
Le canton est entièrement inclus dans l'arrondissement de Marseille. Le bureau centralisateur est situé à Marseille.

## Représentation
| Période élective | Période élective | Mandat | Mandat   | Identité            | Nuance | Nuance | Qualité                                                                        |
| ---------------- | ---------------- | ------ | -------- | ------------------- | ------ | ------ | ------------------------------------------------------------------------------ |
| 2015             | 2021             | 2015   | 2021     | Laure-Agnès Caradec |        | LR     | Conseillère départementale déléguée Conseillère municipale de Marseille        |
| 2015             | 2021             | 2015   | 2021     | Didier Réault       |        | LR     | Conseiller municipal de Marseille 7ème Vice-Président du Conseil départemental |
| 2021             | 2028             | 2021   | en cours | Laure Agnès Caradec |        | LR     | Conseillère sortante, 11ème Vice-Présidente du conseil départemental           |
| 2021             | 2028             | 2021   | en cours | Didier Réault       |        | LR     | Conseiller sortant, 10ème Vice-Président du conseil départemental              |

### Résultats détaillés

#### Élections de mars 2015
À l'issue du 1er tour des élections départementales de 2015, deux binômes sont en ballottage : Laure-Agnès Caradec et Didier Réault (Union de la Droite, 35,19 %) et Sylvie Carrega et Thierry Santelli (FN, 32,62 %). Le taux de participation est de 48,40 % (23 624 votants sur 48 806 inscrits) contre 48,55 % au niveau départemental et 50,17 % au niveau national.
Au second tour, Laure-Agnès Caradec et Didier Réault (Union de la Droite) sont élus avec 63,33 % des suffrages exprimés et un taux de participation de 48,78 % (13 672 voix pour 23 801 votants et 48 791 inscrits).

#### Élections de juin 2021
Le premier tour des élections départementales de 2021 est marqué par un très faible taux de participation (33,26 % au niveau national). Dans le canton de Marseille-9, ce taux de participation est de 34,95 % (17 649 votants sur 50 501 inscrits) contre 32,44 % au niveau départemental. À l'issue de ce premier tour, deux binômes sont en ballottage : Laure Agnès Caradec et Didier Réault (Union au centre et à droite, 33,54 %) et Bernard Marandat et Hélène Tourame (RN, 30,91 %).
Le second tour des élections est marqué une nouvelle fois par une abstention massive équivalente au premier tour. Les taux de participation sont de 34,3 % au niveau national, 35,52 % dans le département et 37,74 % dans le canton de Marseille-9. Laure Agnès Caradec et Didier Réault (Union au centre et à droite) sont élus avec 64,55 % des suffrages exprimés (11 430 voix pour 19 064 votants et 50 508 inscrits),,.

## Composition
| Nom                               | Code Insee | Intercommunalité                   | Superficie (km2) | Population (dernière pop. légale)                 | Densité (hab./km2) | Modifier                                    |
| --------------------------------- | ---------- | ---------------------------------- | ---------------- | ------------------------------------------------- | ------------------ | ------------------------------------------- |
| Marseille (bureau centralisateur) | 13055      | Métropole d'Aix-Marseille-Provence | 240,62           | Fraction : 28 096 (2022) Commune : 877 215 (2022) | 3 646              | modifier les données · modifier les données |
| Canton de Marseille-9             | 1320       |                                    |                  | 75 153 (2022)                                     |                    | modifier les données                        |

Le canton de Marseille-9 comprend la partie de la commune de Marseille située au sud d'une ligne définie par l'axe des voies et limites suivantes : depuis la limite territoriale de la commune d'Aubagne, limite territoriale du 9e arrondissement, canal de Marseille, résidence Parc-Berger (incluse), résidence Campagne-Berger (exclue), canal de Marseille, boulevard du Redon, allée des Pins, chemin de la Colline-Saint-Joseph, rue de l'Horticulture, traverse de la Gaye, chemin Joseph-Aiguier, rue de l'Aviateur-Le-Brix, boulevard Lucé, rue Jules-Isaac, boulevard de la Fabrique, avenue de Mazargues, avenue d'Haïfa, avenue de Hambourg, traverse Frédéric-Vin, traverse de Pomègues, boulevard Baptistin-Cayol, boulevard des Joncs, boulevard du Sablier, avenue Bonneveine, avenue Pierre-Mendès-France, au niveau de la rue Gatons, ligne droite perpendiculaire à l'avenue Pierre-Mendès-France et tracée jusqu'au littoral.

## Démographie
En 2022, le canton comptait 75 153 habitants, en évolution de +1,79 % par rapport à 2016 (Bouches-du-Rhône : +2,48 %, France hors Mayotte : +2,11 %).
| 2013   | 2018   | 2022   |
| ------ | ------ | ------ |
| 73 885 | 74 618 | 75 153 |